# Амфиумовые
Амфиу́мовые (лат. Amphiumidae) — семейство отряда хвостатых земноводных. Представлено тремя современными видами из единственного рода амфиу́м (Amphiuma), а также несколькими ископаемыми видами. Населяют болота юго-востока США.

## Строение
Амфиумовые имеют длинное серо-чёрное змеевидное тело. Конечности имеются, но очень небольшие (при длине тела в 115 см ноги имеют размер не более 2 см). У животных отсутствуют веки и язык.

## Размножение и развитие
Личинки имеют внешние жабры, но приблизительно через четыре месяца (когда начинают работать лёгкие) они исчезают. Однако одна пара жаберных щелей с полностью функционирующими внутренними жабрами сохраняется, поэтому метаморфоз остается неполным.

## Образ жизни
Практически всё время находятся в воде. Активны в тёмное время суток, днём укрываются в норах других организмов либо закапываются в ил. Рацион составляют различные водные животные: мелкие амфибии, моллюски, черви, насекомые и ракообразные, реже рыба или рептилии.

## Классификация
К семейству относят три современных и три ископаемых вида:
- Однопалая амфиума (Amphiuma pholeter)
- Трёхпалая амфиума (Amphiuma tridactylum)
- Угревидная амфиума (Amphiuma means)
- † Amphiuma antica — средний миоцен Техаса (США)
- † Amphiuma jepseni — поздний палеоцен Вайоминга (США)
- † Proamphiuma cretacea — поздний мел или ранний палеоцен Монтаны (США)[4]